# Sid Ahmed Aouadj
Sid Ahmed Aouadj, né le 2 juillet 1991 à Oran en Algérie, est un footballeur algérien évoluant au poste de milieu offensif. au  Dibba Al-Hisn
Sur le plan international, il évolue avec l'équipe d'Algérie olympique. On note aussi qu'il a gagné la Coupe du monde militaire avec l'équipe militaire d'Algérie en 2011 au Brésil.

## Palmarès

### En club
- Soulier d'or 2010/2011
- Supercoupe d'Algérie de football 2014 avec le MC Alger
- Coupe d'Algérie 2016 avec le MC Alger

### Carrière internationale
- Vainqueur de la Coupe du monde militaire en 2011 avec l'Algérie.